# Agrostis melanosperma
Agrostis melanosperma é uma espécie de gramínea do gênero Agrostis, pertencente à família Poaceae.